# Tipula callicoma
Tipula callicoma är en tvåvingeart som beskrevs av Alexander 1966. Tipula callicoma ingår i släktet Tipula och familjen storharkrankar. Inga underarter finns listade i Catalogue of Life.